# Менгельберг, Рудольф
Курт Рудольф Менгельберг (нидерл. Curt Rudolf Mengelberg; 1 февраля 1892, Крефельд, Пруссия, Германская империя — 13 октября 1959, Монте-Карло) — нидерландский композитор. Двоюродный племянник Виллема Менгельберга.

## Биография
Изучал право в Женеве, Бонне и Мюнхене, затем под руководством Гуго Римана теорию музыки в Лейпциге. Вернувшись в Амстердам, брал уроки композиции у Корнелиса Доппера. С 1917 года работал консультантом и редактором программ в амстердамском концертном зале Консертгебау и его главном музыкальном коллективе, Оркестре Консертгебау; с 1935 года — генеральный директор. В 1945—1947 годах исполнение Менгельбергом его должности было приостановлено в связи с его действиями во время нацистской оккупации Нидерландов, которые были сочтены слишком пассивными. В 1955 году, после того, как концертный зал и оркестр были разделены в административном отношении, вышел в отставку.
Среди наиболее значительных композиций Менгельберга — Реквием для баритона и оркестра (1924), Симфонические вариации для виолончели с оркестром (1927), концерт для скрипки с оркестром и др. Будучи поклонником Густава Малера, Менгельберг принимал активное участие в организации Малеровского фестиваля в 1920 году и опубликовал очерк о его жизни и творчестве (1923). Ему также принадлежит юбилейное издание «50 лет Концертгебау, 1888—1938».